# Маюра

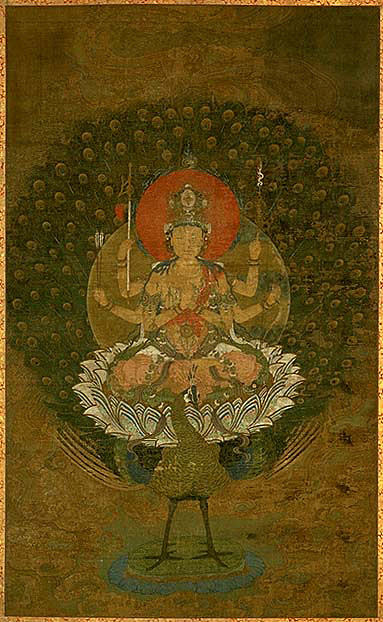
Видья-раджа сидящий на Маюре (буддийское изображение XI века, Китай)

Маюра (в переводе с санскрита — «павлин») — одна из священных птиц в индусской мифологии, которая упоминается в ряде почитаемых индусами писаний. В качестве современного названия павлина используется последователями этой религии во многих частях Индии.
Предание гласит, что Маюра был создан из перьев Гаруды, другой полубожественной мифической птицы индуизма, ваханы (перевозчика) Вишну, одного из Тримурти. Маюра как мифическая птица изображается убивающей змея, что, по мнению ряда индусских писаний, символизирует круговорот времени.

## Значение
Перья Маюра считаются священными и используются как религиозные образы. Сам Маюра связан со множеством индусских божеств, включая следующих:
- Богиня Каумари традиционно изображается вместе с Маюра, и Маюра также служит в качестве средства её передвижения.
- Маюра также является средством передвижения бога Картикеи.
- Кришна, как правило, изображается с павлиньим пером, украшающим голову. Также «Маюра» — одно из его многочисленных имён.